# Semión Nomokónov
Semión Danílovich Nomokónov (en ruso: Семён Данилович Номоконов; 12 de agosto de 1900 – 15 de julio de 1973) fue un francotirador soviético que combatió en las filas del Ejército Rojo durante la Segunda Guerra Mundial al que se le atribuyen 367 muertes. Nomokonov, pertenecía a la etnia evenki, uno de los pueblos indígenas de Rusia que participaron en la guerra. Sus enemigos le impusieron el apodo de Chamán de la Taiga.

## Biografía

### Infancia
Nomokónov nació en el poblado de Delyun en el Krai de Zabaikalie, Rusia (entonces Imperio ruso), en el seno de una familia pobre de cazadores, y vivió la mayor parte de su niñez en la taiga. Nomokónov usó un rifle por primera vez cuando solo contaba siete años. Cazaba martas cibelinas, wapitis de Manchuria y alces, y le apodaban Ojo de Azor. Nomokónov fue bautizado a la edad de 15 años y recibió el nombre de Semión. En 1928 Nomokónov se trasladó al poblado de Nizhni Stan en el distrito ruso de Shílkinski. Continuó cazando y empezó a trabajar como carpintero.

### Segunda Guerra Mundial
Nomokónov empezó su servicio militar en agosto de 1941, inicialmente en el almacén de aprovisionamiento de un regimiento. Confeccionaba muletas para heridos de guerra. Nomokónov se convirtió en francotirador por casualidad. En el otoño de 1941 estaba evacuando a un herido, cuando vio a un alemán apuntándole. Nomokónov lo mató con su propio rifle. Según otra versión, en octubre de 1941, Nomokonov recibió un rifle y decidió probarlo. Con el fin de no despilfarrar balas, Nomokónov probó el rifle en un alemán, que se movía medio escondido a lo largo de la orilla boscosa del lago. Tras este incidente, Nomokónov fue trasladado a un pelotón de francotiradores. En el comienzo de su carrera, utilizaba un rifle Mosin-Nagant sin mira telescópica. Nomokónov luchó en los Altos de Valdái, en el Istmo de Carelia, en Ucrania, Lituania, Prusia Oriental y finalmente en Manchuria. Empezó a marcar cada muerte con muescas en su pipa. Nomokónov fue herido ocho veces y sufrió daños en dos explosiones.
Fue instructor de más de 150 soldados, futuros francotiradores.

### Posguerra
Nomokónov regresó a casa a caballo. Siguió con su trabajo de carpintero en Nizhni Stan, y se trasladó más tarde a Zugalay, donde vivían sus hijos mayores. Se construyó una casa y continuó cazando en su tiempo libre. En el otoño de 1945, Nomokónov recibió un caballo, unos prismáticos y un rifle número 24638 por su servicio militar. Según Zoya Babúyeva, hija de Nomokónov, éste era una persona taciturna al que no le gustaba hablar de la guerra.
Nomokónov murió en Zugalay y fue enterrado allí. El poeta Vasili Lébedev-Kumach le dedicó un poema.
Nomokónov dejó nueve hijos y 49 nietos.